# Cleptochiton rostratus
Cleptochiton rostratus är en insektsart som beskrevs av Alexander Fyodorovich Emeljanov 1964. Cleptochiton rostratus ingår i släktet Cleptochiton och familjen dvärgstritar. Inga underarter finns listade i Catalogue of Life.